# Napier Lion
El Napier Lion fue un motor aeronáutico de 12 cilindros en W con configuración en 'flecha amplia', construido por Napier & Son desde 1917 hasta la década de 1930. Una serie de características avanzadas lo convirtieron en el motor más potente de su época y lo mantuvieron en producción mucho tiempo después de que otros diseños contemporáneos hubieran sido reemplazados. Es particularmente conocido por su uso en varios diseños de aviones, barcos y automóviles de competición.

## Diseño y desarrollo
A principios de la Primera Guerra Mundial, Napier fue contratada para construir motores aéreos diseñados por otras compañías, inicialmente un modelo de la Royal Aircraft Factory y después uno de Sunbeam. Ambos motores demostraron ser poco fiables, y en 1916, Napier decidió diseñar un motor de alta potencia, peso ligero y área frontal baja. Los ingenieros de Napier instalaron el motor con sus 12 cilindros en lo que llamaron una configuración en flecha amplia: tres bancadas de cuatro cilindros compartiendo un cárter común. Esto sugirió el nombre del diseño, el "Triple-Cuatro". La configuración también se conoce como motor en W. El motor también fue avanzado en sus detalles: se usaban cuatro válvulas por cilindro, con árbol de levas de doble cabezal en cada bancada de cilindros, y un solo bloque de fundición de aluminio, en lugar de la construcción común de acero con cilindros separados utilizada en casi todos los demás diseños.

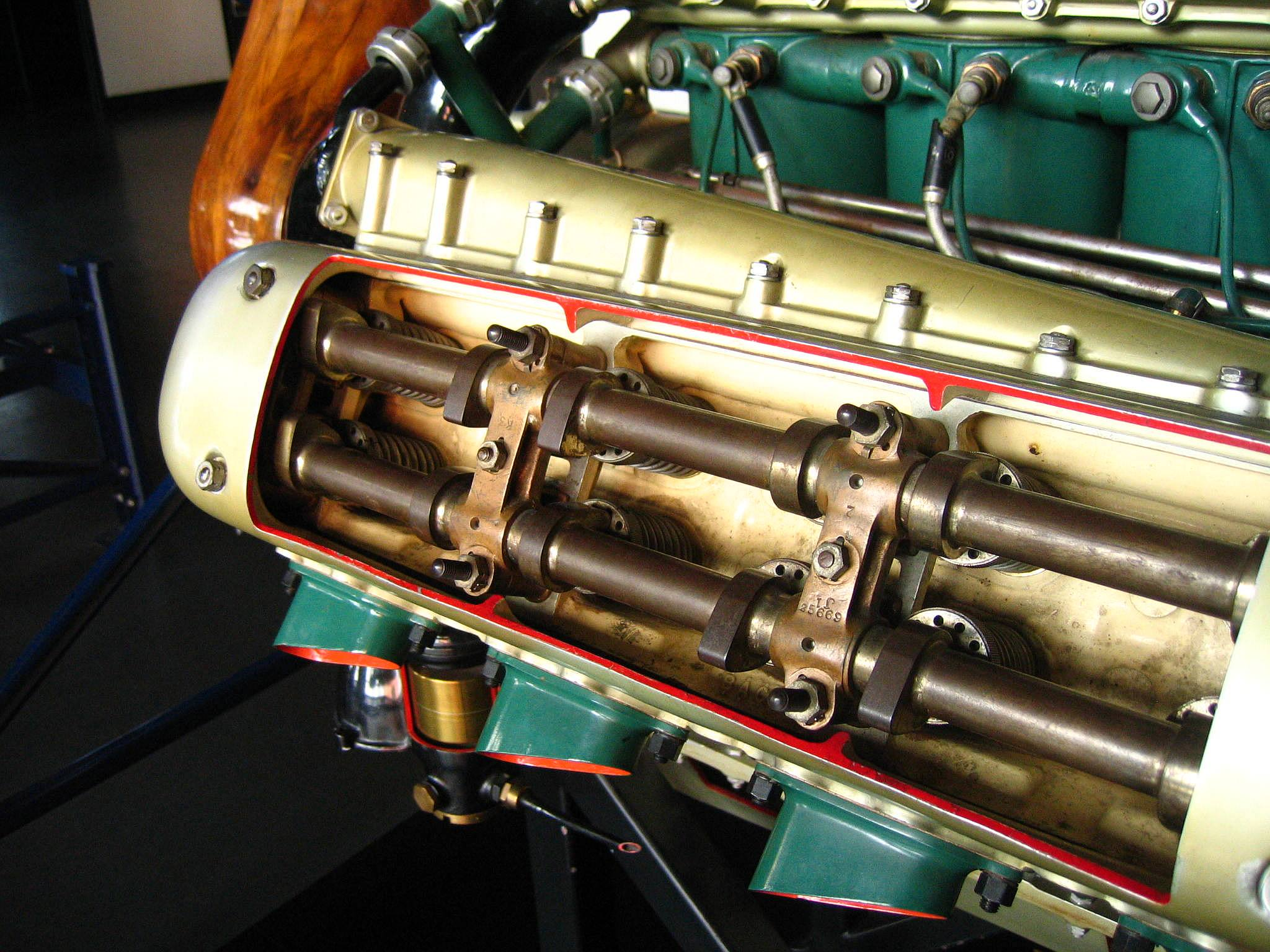
Sección mostrando el doble árbol de levas en cabeza

Bajo la dirección de Arthur Rowledge, el diseño del motor, renombrado como Lion, se completó en 1917. Los prototipos hechos a mano estaban operativos ese mismo año. Se montó sobre un avión Airco DH.9 a principios de 1918 y se observaron muchos problemas de sobrecalentamiento durante las pruebas. El bloque fresado fue difícil de construir con la precisión requerida y el diseño se modificó para separar los cilindros de aluminio. Ambos problemas se resolvieron a mediados de año y el motor entró en producción en junio de 1918. Las primeras versiones del Lion I rindieron 450 caballos (335,6 kW) con sus 24 litros de cilindrada. La potencia de salida convirtió al Lion en el motor aliado más poderoso, que anteriormente había sido el Liberty L-12, que producía 400 caballos (298,3 kW).
Como el motor más potente disponible (particularmente después de que un turbocompresor se ofreciera como opción en 1922), el Lion logró un gran éxito comercial. En los años de entreguerra se hizo omnipresente, siendo casi el único producto fabricado por Napier. La compañía dejó de fabricar automóviles en 1925, y poco después pensó en reemplazar su mundialmente famoso producto. En este período, el motor Lion impulsó más de 160 tipos de aviones diferentes.

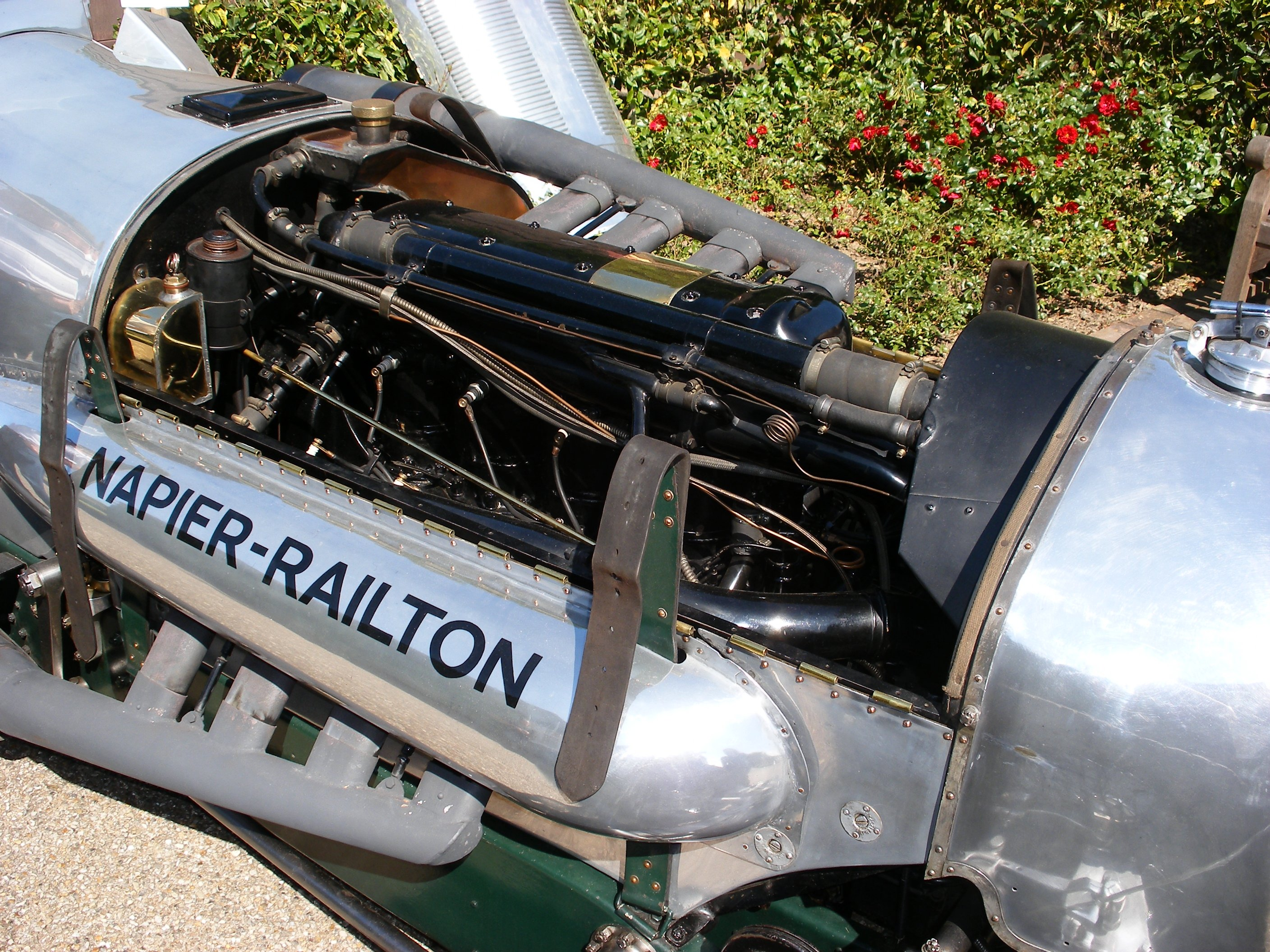
El Napier Lion instalado en el automóvil Napier-Railton

En las versiones de competición, el motor podría alcanzar 1300 caballos (969,4 kW) y se usó para batir muchos récords mundiales de altura con aviones y de velocidad con aeronaves y barcos, rindiendo hasta 1375 caballos (1025,3 kW) en una versión especialmente puesta a punto para batir un récord de velocidad sobre el agua de 100 millas por hora (160,9 km/h) en 1933. Los motores Lion impulsaron muchos de los vehículos de récord de Malcolm Campbell, incluyendo su registro de 250 millas por hora (402,3 km/h) en 1932, y una marca lograda por John Cobb de 394 millas por hora (634,1 km/h) con el Railton Mobil Special en 1947, un registro que llegó después de que el motor Lion hubiera alcanzado su apogeo y que se mantuvo hasta la década de 1960. El récord había estado en manos de los pilotos británicos durante 32 años. Los Lion también impulsaron a los participantes de mayor éxito en el evento más prestigioso de las carreras aéreas, el Trofeo Schneider, en 1922 y 1927, pero Supermarine Aviation Works los rechazó en favor de un nuevo motor, el Rolls-Royce R, que había sido diseñado para las carreras.
Durante la década de 1930, apareció una nueva generación de motores mucho más grandes y poderosos, y el Lion dejó de ser competitivo. Cuando el Bristol Hercules y Rolls-Royce Merlin llegaron a finales de la década de 1930, el Lion ya estaba obsoleto. El Sea Lion, una versión marina del Lion, se utilizó para impulsar las lanchas de rescate de alta velocidad de la RAF. El motor aero Lion también se adaptó para impulsar trineos motorizados propulsados por hélice, que fueron utilizados para el transporte de alta velocidad y el SAR en el hielo marino por la Fuerza Aérea Finlandesa y la Armada.
Alejándose del diseño en flecha amplia, Napier diseñó nuevos propulsores utilizando el diseño del motor en H, más compacto. El Napier Rapier de 16 cilindros rendía 400 caballos (298,3 kW) y el Napier Dagger de 24 cilindros entregaba justo por debajo de 1000 caballos (745,7 kW). Los motores eran más pequeños que los diseños contemporáneos de otras compañías y Napier comenzó de nuevo con un diseño de válvula de camisa, que se convirtió en el Napier Sabre.

## Variantes
| Modelo   | Fecha | Número de fábrica | Potencia                                                                | Notas                                                                                                   | Usos notables |
| -------- | ----- | ----------------- | ----------------------------------------------------------------------- | --- | --- |
| I        | 1918  |                   | 450 caballos (335,6 kW) a 1,950 rpm                                     | también conocido como IA y 1AY                                                                          | |
| II       | 1919  | E64               | 450 caballos (335,6 kW) a 2,000 rpm                                     | | |
| IIII     |       |                   | experimental geared                                                     | Gloster Gorcock                                                                                         | |
| V        |       |                   | 470 caballos (350,5 kW) a 2,000 rpm 500 caballos (372,9 kW) a 2,250 rpm | VA incrementó la relación de compresión a 5.8                                                           | Motor principal de la RAF a finales de la década de 1920, reemplazado por el Lion XI                                                                                                |
| VS       |       | E79               |                                                                         | Turboalimentado, intercambiador de calor                                                                | |
| VIS      | 1927  |                   |                                                                         | Turboalimentado                                                                                         | Gloster Guan |
| VII      | 1925  |                   | 700 caballos (522 kW) (racing)                                          | | Gloster III (Trofeo Schneider) Supermarine S.4 |
| VIIA     | 1927  | E86               | 900 caballos (671,1 kW) (racing)                                        | | Golden Arrow Blue Bird (1927) Miss England I Supermarine S.5 Gloster IV |
| VIIB     | 1927  |                   | 875 caballos (652,5 kW) (competición)                                   | dirigido                                                                                                | Supermarine S.5 Gloster IV |
| VIID     | 1929  | E91               | 1350 caballos (1006,7 kW) a 3,600 rpm (racing)                          | Sobrealimentado, unos 6-8 construidos                                                                   | Blue Bird (1931) Enterprise de Fred H Stewart Estelle V, motora de Betty Carstairs Miss Britain III Gloster VI (Trofeo Schneider) Railton Special (vehículo de récord de John Cobb) |
| VIII     | 1927  |                   |                                                                         | tracción directa                                                                                        | Gloster Gorcock |
| XIA      | 1928  |                   | 580 caballos (432,5 kW) a 2,585 rpm, 6:1 CR                             | modelo de producción de la RAF                                                                          | Napier-Railton |
| Lioness  |       | E71               |                                                                         | disposición invertida, para mejor visibilidad. Algunas unidades de competición fueron turboalimentadas. | |
| Sea Lion | 1933  |                   | 500 caballos (372,9 kW) 600 caballos (447,4 kW)                         | Versión Marina del Lion XI                                                                              | British Power Boat Company Type Two 63 ft HSL |

## Aplicaciones

### Aviones
- Alliance P.2 Seabird
- Avro Bison
- Blackburn Blackburn
- Blackburn Dart
- Blackburn Pellet
- Blackburn Ripon
- Blackburn Velos
- Boulton Paul Atlantic
- Boulton Paul Bodmin
- Boulton Paul Bolton
- Bristol Ten-seater

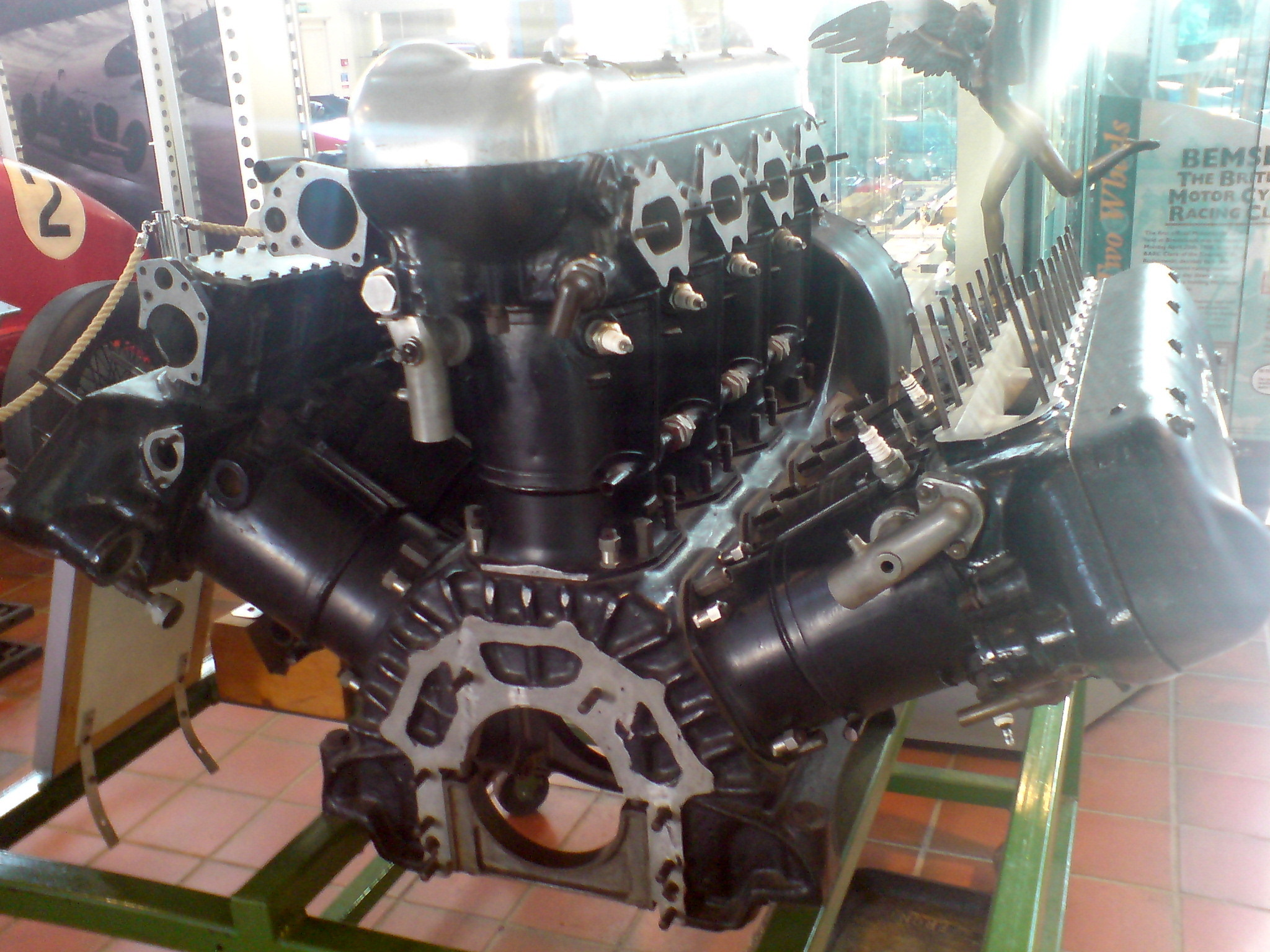
Napier Lion en el Brooklands Motor Museum

- English Electric Kingston (prototipo)
- Fairey III
- Fairey Fawn
- Felixstowe F.5 - (N4839)[4]
- Fokker C.IV
- Fokker C.V
- Fokker D.C.I
- Fokker D.XIII
- Gloster Gorcock
- Gloster Guan
- Handley Page H.P.31 Harrow
- Handley Page Hyderabad
- Mitsubishi B1M
- Parnall Pike
- Parnall Possum
- Parnall Puffin
- Supermarine S.4
- Supermarine S.5
- Supermarine Seagull
- Supermarine Southampton
- Tarrant Tabor
- Vickers Vernon
- Vickers Valparaiso
- Vickers Victoria
- Vickers Virginia
- Vickers Vixen
- Westland Walrus

### Otras aplicaciones
- British Power Boat Company Type Two 63 ft HSL
- British Power Boat Company 60 ft 4 in[5]
- Napier-Railton Coche Clásico, titular del registro de una vuelta en Brooklands
- Napier-Bentley Coche Clásico, un especial de 1968 en la tradición vintage
- Golden Arrow (Récord Mundial de Velocidad)
- Railton Special (Récord Mundial de Velocidad)

## Motores en exhibición
Los motores Napier Lion conservados están en exhibición en
- Museo de Brooklands
- Museo de la Aviación de Canadá
- Museo Imperial de Guerra de Duxford
- Museo Marítimo Nacional (Reino Unido)[6]
- Solent Sky

## Especificaciones (Lion II)
| Características generales - Tipo: motor de pistón para aviones con bloque en W de 12 cilindros (3 bancos de 4 cilindros) refrigerado por agua - Diámetro: 5.5 in (139.7 mm) - Carrera: 5.125 in (130.17 mm) - Desplazamiento: 1,461.6 in³ (23.944 l) - Longitud: 57.5 in (1460 mm) - Ancho: 42.0 in (1067 mm) - Altura: 43.5 in (1105 mm) - Peso seco: 960 lb (435 kg) |  | Componentes - Tren de la válvula: dos válvulas de admisión y dos de escape por cilindro accionadas por doble árbol de levas en cabeza por bloque de cilindros. - Sistema de refrigeración: refrigerado por agua Prestaciones - Potencia de salida: 480 hp (358 kW) a 2200 rpm a 5000 pies - Potencia específica: 0.32 hp/in³ (15.0 kW/L) - Relación de compresión: 5.8: 1 - Relación potencia/peso: 0.5 hp/lb (0.82 kW/kg) |